# Hohenzollernstraße

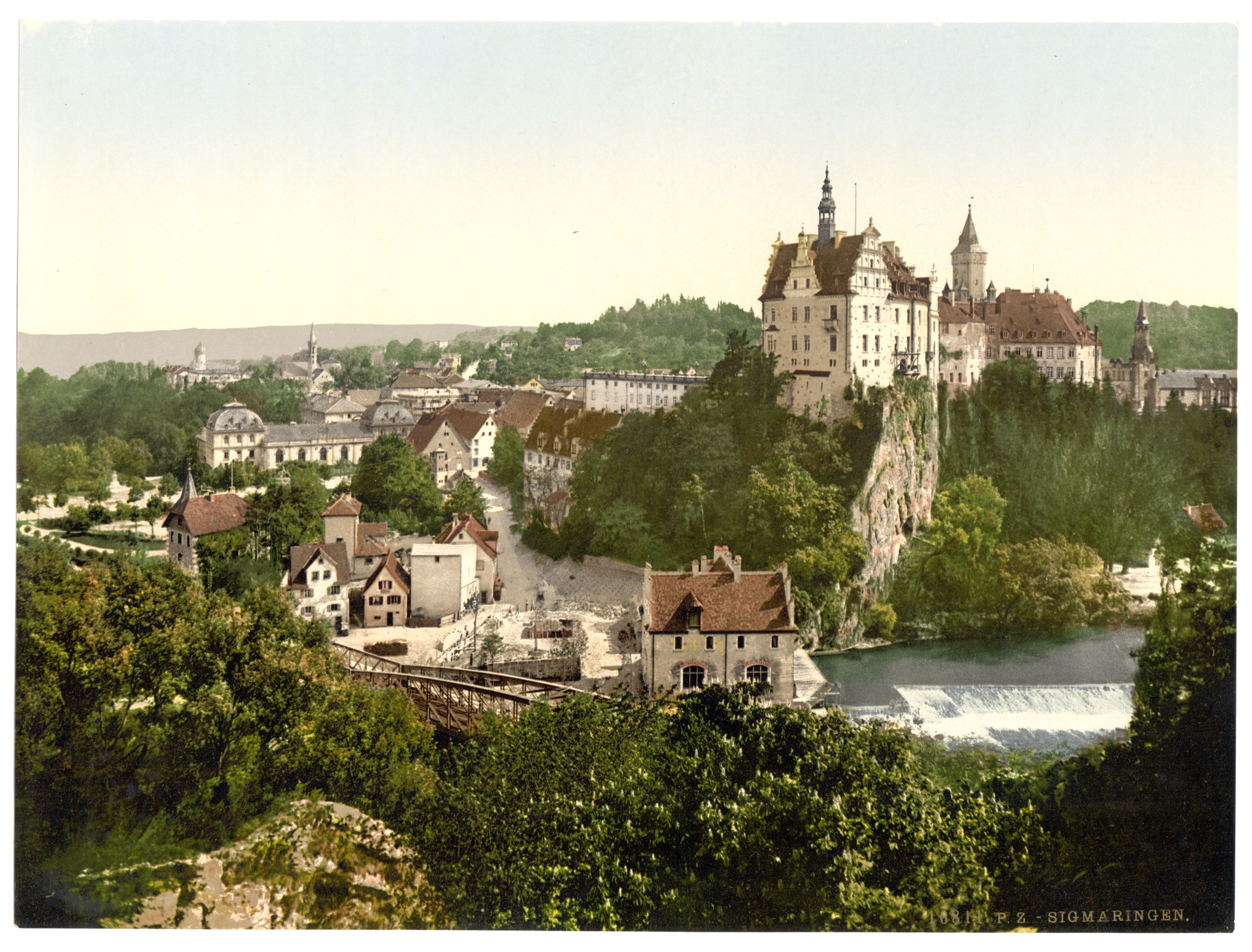
Schloss Sigmaringen (um 1900)

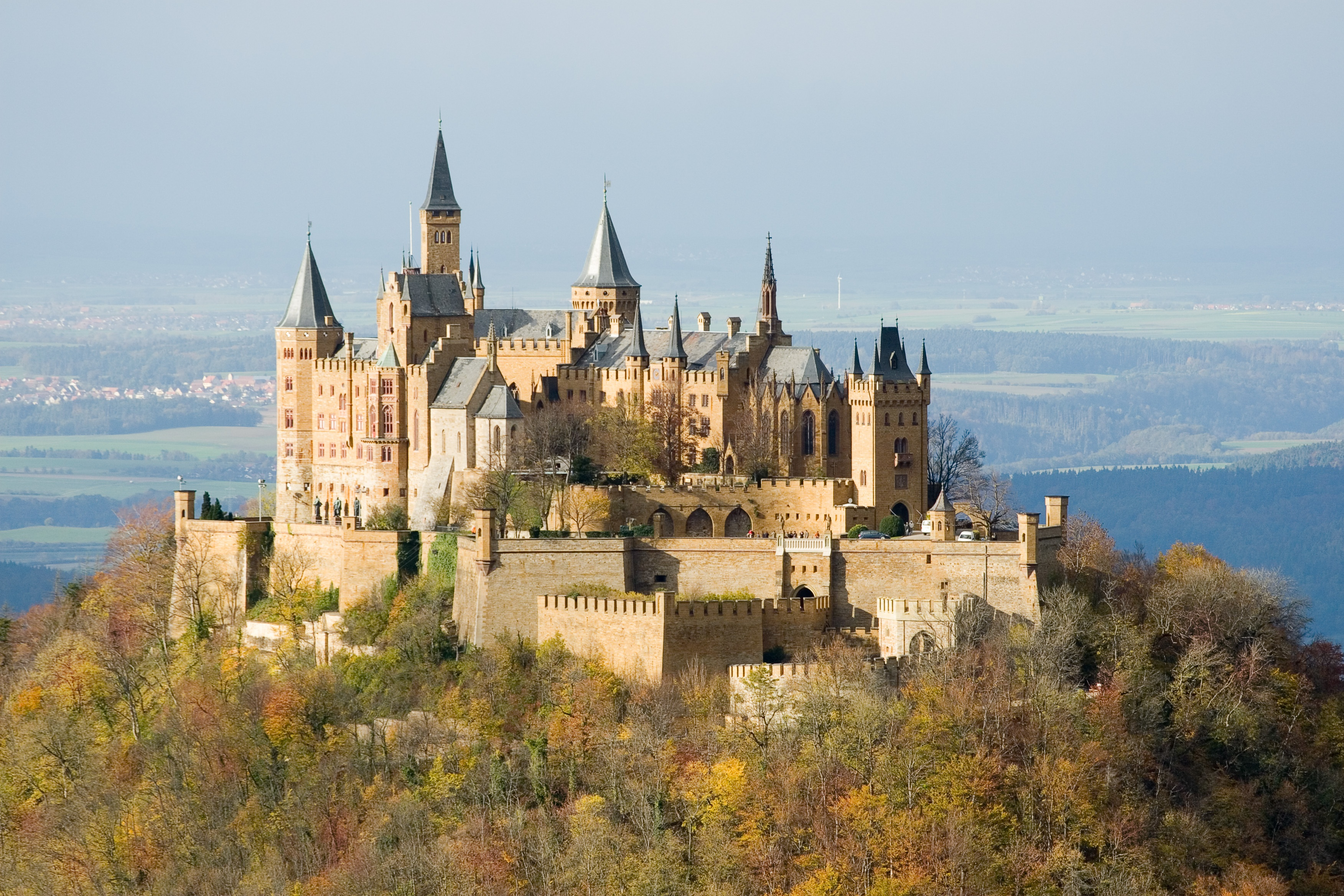
Burg Hohenzollern

Die Hohenzollernstraße ist eine deutsche Ferienstraße im südlichen Baden-Württemberg zwischen Schwäbischer Alb und Bodensee.
Sie führt als Rundweg rund 250 Kilometer vom oberen Neckar über das Albvorland, die Schwäbische Alb, das Donautal und weite Teile Oberschwabens bis in die Nähe des Bodensees und zurück.
Das entspricht etwa den früheren Hohenzollerischen Landen. Die Straße führt quer durch die heutigen Landkreise Zollernalb und Sigmaringen und berührt die Landkreise Rottweil und Konstanz.

## Etappenorte der Hohenzollernstraße
Haigerloch-Owingen, Hechingen-Stein, Burg Hohenzollern, Bisingen, Albstadt-Onstmettingen, Burladingen-Salmendingen, Trochtelfingen, Neufra, Gammertingen, Hettingen, Veringenstadt, Laucherthal, Sigmaringen, Krauchenwies, Kloster Habsthal, Ostrach, Pfullendorf, Burg Hohenfels, Wald mit dem Kloster Wald, Meßkirch, Leibertingen mit der Burg Wildenstein, Hausen im Tal, Kloster Beuron, Irndorf, Schwenningen, Straßberg, Meßstetten, Stetten am kalten Markt, Albstadt (Ebingen, Lautlingen, Laufen), Balingen, Schömberg, Rosenfeld, Sulz am Neckar-Glatt